# Lomaptera nigroplagiata
Lomaptera nigroplagiata är en skalbaggsart som beskrevs av Valck Lucassen 1961. Lomaptera nigroplagiata ingår i släktet Lomaptera och familjen Cetoniidae. Inga underarter finns listade i Catalogue of Life.